# خلنج كامبل
خلنج كامبل (بالإنجليزية: Erica Campbell)‏ هي مغنية مؤلفة أمريكية، ولدت في 29 أبريل 1972 في إنغليووود في الولايات المتحدة.

## وصلات خارجية
- خلنج كامبل على موقع ميوزك برينز (الإنجليزية)
- خلنج كامبل على موقع أول ميوزيك (الإنجليزية)
- خلنج كامبل على موقع ديسكوغز (الإنجليزية)
- خلنج كامبل على موقع ديسكوغز (الإنجليزية)